# Plasmakristall

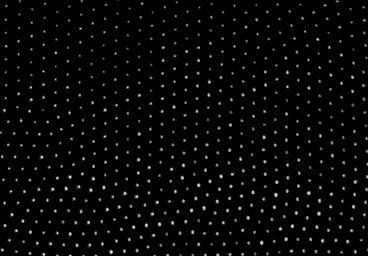
Aufsicht auf eine Ebene in einem Plasmakristall im Labor, Bildausschnitt etwa 4 cm

Plasmakristalle können sich unter bestimmten Voraussetzungen in komplexen ("staubigen") Plasmen bilden. Dabei ordnen sich die im Plasma elektrisch geladenen Staubpartikel in einem regelmäßigen, makroskopischen Gitter an.
Plasmakristalle ermöglichen damit die Untersuchung der Festkörpereigenschaften auf dem fundamentalsten Level, dem kinetischen. Das bedeutet, grundlegende Prozesse, wie zum Beispiel Schmelzen und Erstarren, können erstmals durch die Beobachtung der Bewegung einzelner Teilchen studiert werden. Seit ihrer Entdeckung im Labor 1994 ist das Interesse an Plasmakristallen in theoretischer und experimenteller Hinsicht sehr stark gewachsen, was sich in einem exponentiellen Anstieg der Zahl der Veröffentlichungen auf diesem Gebiet zeigt.
Grundlegende Arbeiten zu Plasmakristallen wurden am Max-Planck-Institut für extraterrestrische Physik (MPE) unter der Leitung von Gregor Morfill geleistet. Es wurde schnell erkannt, dass die Schwerkraft ein Hindernis bei der Erforschung von Plasmakristallen und komplexen Plasmen im Allgemeinen darstellt, da die Staubteilchen durch ihr Gewicht in die untere Randschicht des Plasmas gezogen werden. Dadurch konnten nur sehr flache, wenige Lagen dicke Plasmakristalle hergestellt werden. Ab 1999 wurden deshalb Experimente in Schwerelosigkeit auf Parabelflügen und auf TEXUS-Raketen durchgeführt. Seit 2001 befinden sich durchgängig Geräte zur Erforschung von komplexen Plasmen auch auf der Internationalen Raumstation (ISS): PKE-Nefedov (2001–2005), PK-3 Plus (2006–2013) und PK-4 (2014-heute). PK-4 soll noch bis 2026 auf der ISS betrieben werden. An der Universität Greifswald erfolgt unter der Bezeichnung COMPACT die Entwicklung eines Nachfolgegeräts zur Erforschung komplexer Plasmen unter Schwerelosigkeit.
Im Jahr 2014 wurde die Arbeit an Plasmakristallen am MPE eingestellt. Die Forschung an komplexen Plasmen wird jedoch in verschiedenen Arbeitsgruppen weltweit fortgeführt: Am DLR in Oberpfaffenhofen, am I. Physikalischen Institut der Justus-Liebig-Universität in Gießen, am Joint Institute for High Temperatures in Moskau (Russland), sowie an den Universitäten Kiel, Greifswald, Auburn (Alabama, USA), Iowa (Iowa, USA), Baylor (Texas, USA), Orléans (Frankreich), Kyoto (Japan), Shanghai (China), u. a.